# Relativ majoritet (valsystem)
Enkel relativ majoritet eller first past the post är ett majoritetsvalsystem som används i vissa länder för att välja ledamöter till parlamentariska församlingar. Systemet bygger på en enkel relativ majoritet i enmansvalkretsar, där en kandidat utses vid en första och enda valomgång.
I en enmansvalkrets kan flera kandidater ställa upp till val, men endast en av dessa kandidater kan vinna platsen. Därför utgörs varje valkrets av en ledamotsplats i parlamentet. Den kandidat som får flest röster vinner platsen.

## Exempel 1
| Kandidat    | Antal röster i % |
| Kandidat A: | 25               |
| Kandidat B: | 22               |
| Kandidat C: | 21               |
| Kandidat D: | 18               |
| Kandidat E: | 14               |

I exempel 1 ges exempel på en omröstning i en enmansvalkrets. I exemplet har kandidat A fått 25 procent av rösterna medan de andra har fått under 25 procent. Det innebär att den som fått 25 procent tar platsen och blir representant för alla väljare i den valkretsen, trots att 75 procent röstade på andra kandidater. Länder som har detta system är till exempel Storbritannien, USA, Kanada, Indien och Thailand.

## Exempel 2
I det kanadensiska parlamentsvalet 1993 fick det konservativa partiet 16 procent av väljarnas röster, men eftersom partiet inte vann många enmansvalkretsar så fick partiet bara 2 platser i parlamentet. Det motsvarar 0,66% av platserna (se Exempel 2 nedan). I 1997 års val till parlamentet som återigen vanns av liberalerna lyckades de konservativa få 21 (6,3 procent) av 301 platser i parlamentet med 19 procent av rösterna.
| Parti                 | Röster i % | Antal platser | Antal platser i % |
| Liberaler:            | 42         | 178           | 59,14             |
| Konservativa:         | 16         | 2             | 0,66              |
| New Democratic Party: | 7          | 8             | 2,66              |
| Reform:               | 19         | 52            | 17,27             |
| Bloc Québécois:       | 14         | 54            | 17,94             |